# Sistema di tubazioni aeronautiche

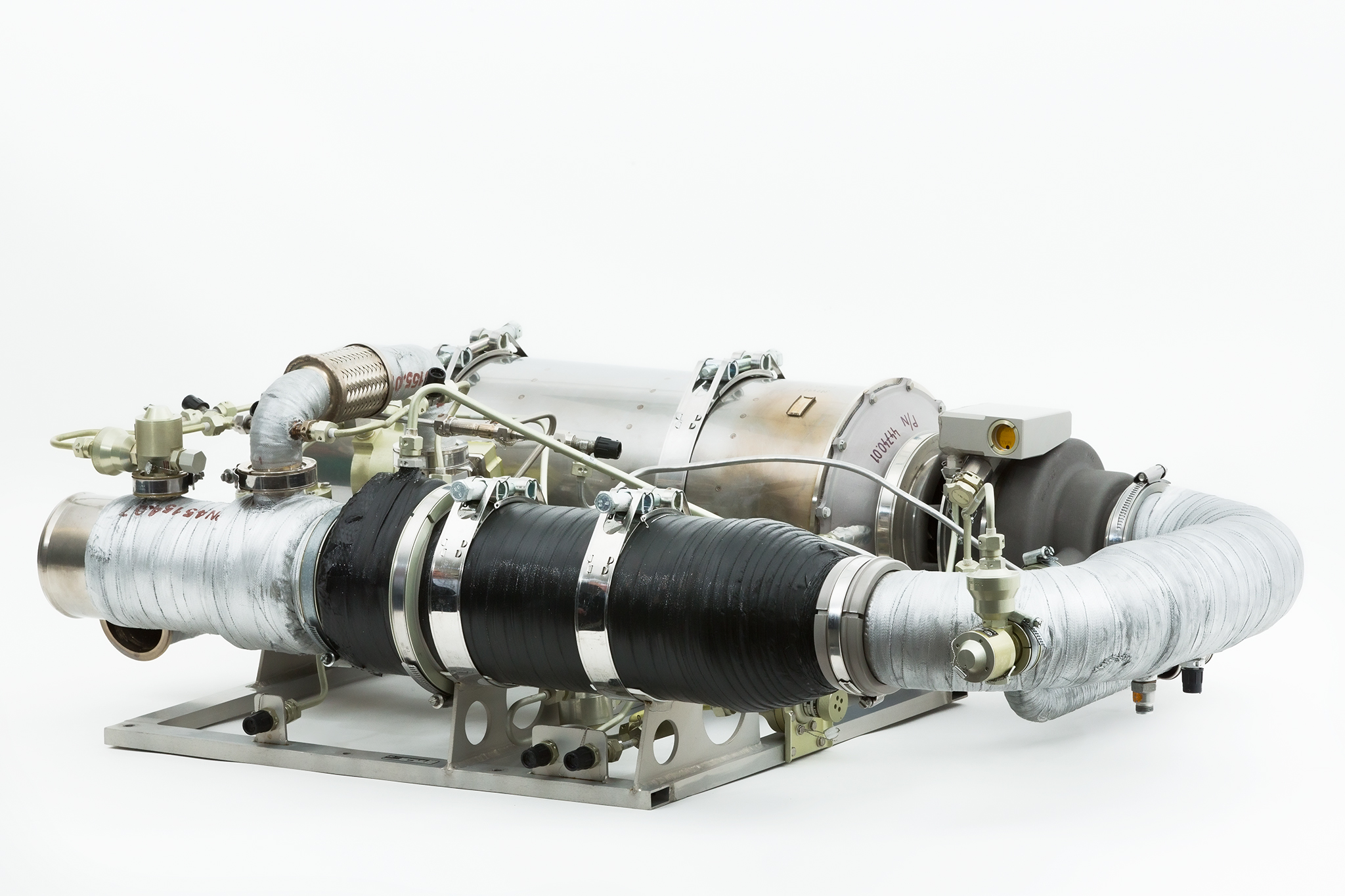
Condotti di un sistema ECS

Le tubazioni in genere, ma soprattutto in campo aeronautico sono distinte principalmente nelle seguenti macro categorie:
Condotti: elementi di materiale metallico o altro materiale, a sezione variabile di grandi dimensioni impiegati prevalentemente per convogliare aria.
Tubazione rigida: elemento composto da un tubo metallico a sezione circolare, di diametro e spessore variabili, con idonee estremità, generalmente impiegato in tutte le installazioni fluidiche.

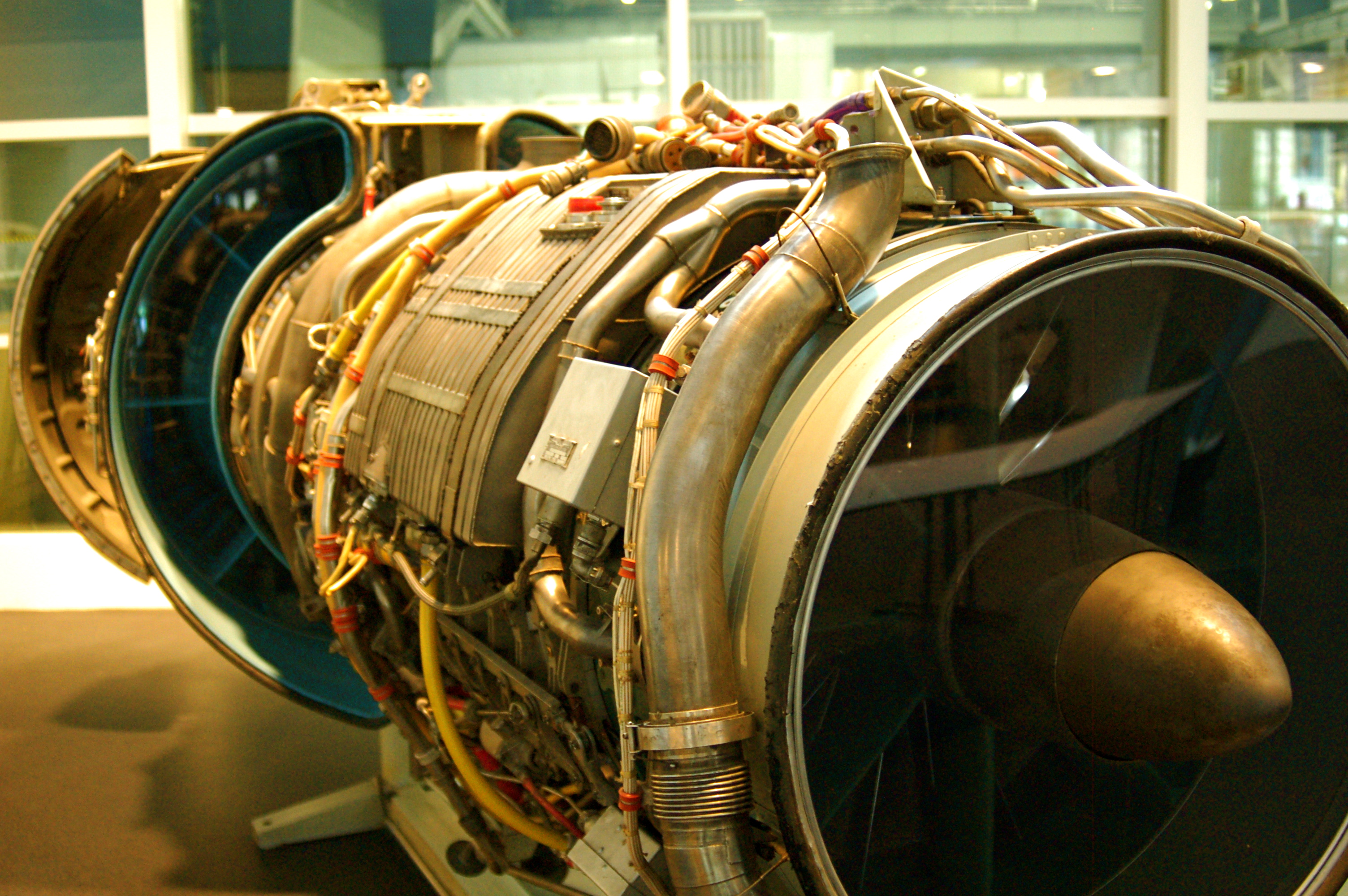
Tubazioni rigide del motore General Electric CJ-805

Tubazione flessibile: elemento composto da un tubo di gomma, acciaio, PTFE, o altro materiale a uno o più strati con interposti strati di materiali di rinforzo (metallici o plastici) avente alle estremità terminali di giunzione metallici (definiti come raccordi). 

Tubazioni flessibili per alte pressioni

## Condotti
I condotti, anche se intuitivamente vengono abbinate alle condotte idrauliche per il trasporto ed il trasferimento di liquidi e gas, in campo aeronautico sono definiti come tutte le linee di grandi dimensioni che utilizzano fluidi o gas come ad esempio: le prese d'aria per i condotti di alimentazione dei motori, le linee pneumatiche dei circuiti aria degli impianti di bordo ed i condotti per ospitare le linee del sistema elettrico, le linee dell'impianto carburante o le linee dell'impianto idraulico.
Possono essere di materiale metallico e quindi facenti parte della struttura, opportunamente conformate come da progetto, oppure di materiale non metallico, come plastica o gomma, per connessioni di tipo standard dove la particolarità è nel sistema di raccordo utilizzato.

## Tubazione rigida
La scelta della realizzazione delle linee di pressione degli impianti velivolo, è principalmente definita dal progetto, attraverso un sistema di tubazioni rigide. Questa è una scelta obbligata per definire la disposizione, gli ingombri ed i pesi delle utenze e le relative sorgenti di potenza.

### Processo di piegatura[1]

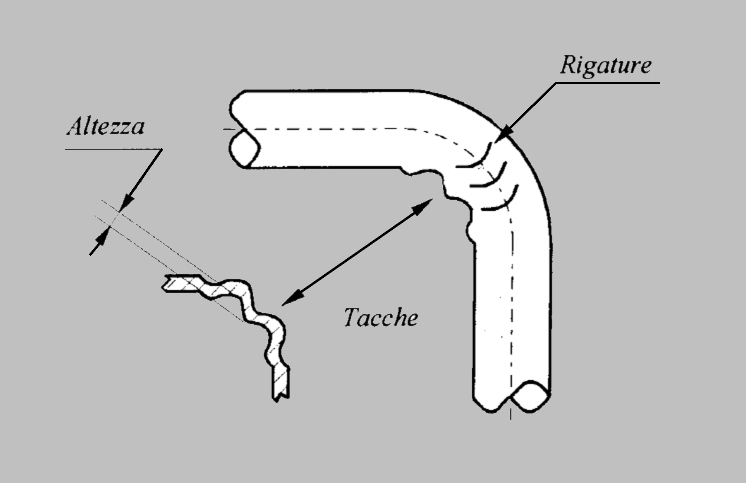
Difetti in un tubazione idraulica rigida con piegatura a 90°

Il processo di piegatura delle tubazioni rigide è chiaramente una fase fondamentale nella realizzazione delle linee di alta o bassa pressione.
La criticità del processo risiede nella corretta realizzazione della piegatura, in funzione del materiale adottato ed alla velocità di curvatura.
Per evitare un irregolare incrudimento a freddo del materiale della tubazione, nella zona di piegatura è necessario eseguire l'operazione in modo continuo, senza interruzioni e senza vibrazioni.
I difetti possibili nel processo di piegatura devono essere controllati e verificati che siano in tolleranza come previsto a disegno. Nello specifico tra i difetti possibili da controllare sono:
- Ovalizzazione: questa deformazione non deve superare i valori indicati dalla normativa specifica in funzione del materiale adottato e della pressione nominale di esercizio.
- Segni e rigature: sono le evidenze del processo di piegatura dovute alla velocità ed al metodo utilizzato, che può essere a caldo o a freddo, nella deformazione del materiale adottato.
- Impronte del mandrino utilizzato nella piegatura:  devono essere minimali e comunque nei termini di tolleranza ammesse nel disegno di progettazione.

## Tubazione flessibile
La tubazione flessibile, si rende necessaria per integrare i collegamenti delle utenze alle linee di tubazione rigide dove generalmente vengono collegate utenze in posizione particolari o ad utenze sottoposte a vibrazioni e/o movimenti, le quali utenze potrebbero provocare delle sollecitazioni dirette alle linee di pressione. Il tubo flessibile raccordato ha quindi, il compito di collegare apparecchiature montate su supporti anti vibranti alle rispettive tubazioni fisse e rigide, rendendo possibili spostamenti, anche notevoli, in ogni direzione dell’apparecchiatura connessa. Il tubo flessibile raccordato, permette la riduzione delle vibrazioni e dei rumori strutturali generati dall'apparecchiatura, disaccoppiandola fisicamente dalla linea di alimentazione in modo da garantirne i requisiti anche di sicurezza.

## Giunzioni di connessione
La necessità di dover installare complesse linee di tubazioni ed equipaggiamenti in spazi minimi, in zone di accesso e/o attraverso specifici sportelli, richiede l'utilizzo di raccordi idraulici specifici. La funzione principale di un raccordo è quella di consentire la connessione di tubazioni ed equipaggiamenti di uno stesso sistema. Il requisito principale di un raccordo è quello di garantire la tenuta idraulica ovvero il passaggio del fluido, dell'impianto in oggetto, senza perdite in tutte le condizioni a cui il sistema è progettato ad operare.
In funzione del tipo d'impianto è possibile individuare a progetto il tipo più idoneo della giunzione:
- giunzioni rimovibili: raccordi che consentono l'installazione e la rimozione di singole parti quali tubazioni o equipaggiamenti, con la semplice operazione di connessione e sconnessione della giunzione, effettuata a mano o con apposite chiavi direttamente sul velivolo attraverso i rispettivi accessi.
- giunzioni permanenti: sono i raccordi per giunzioni permanenti, ottenuti per mezzo di tecniche particolari che vengono effettuate direttamente sul velivolo. L'eventuale rimozioni di parti connesse richiede la distruzione del tratto di linea interessata.

### Accoppiamento tubo e raccordo

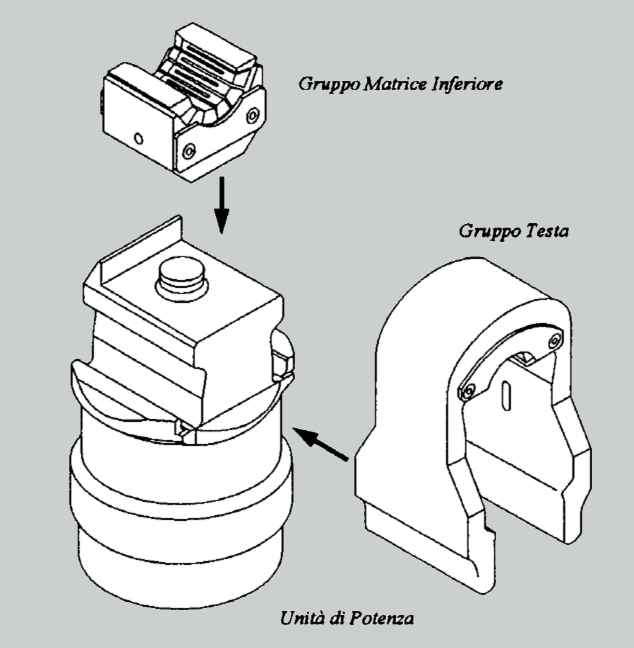
^{Sistema idraulico o pneumatico per operazioni di aggraffaggio giunti}

Normalmente l'accoppiamento tra le estremità della tubazione ed il raccordo di giunzione avviene con metodo di aggraffatura (in inglese swaging), dove l'estremità, con attrezzature dedicate, viene fissata per deformazione del tubo, all'interno di appositi recessi esistenti sul raccordo; oppure per saldatura dove gli elementi di giunzione vengono saldati o brasati tra di loro.
|  |  |  |
|  |  |  |

## Sistemi di fissaggio delle tubazioni

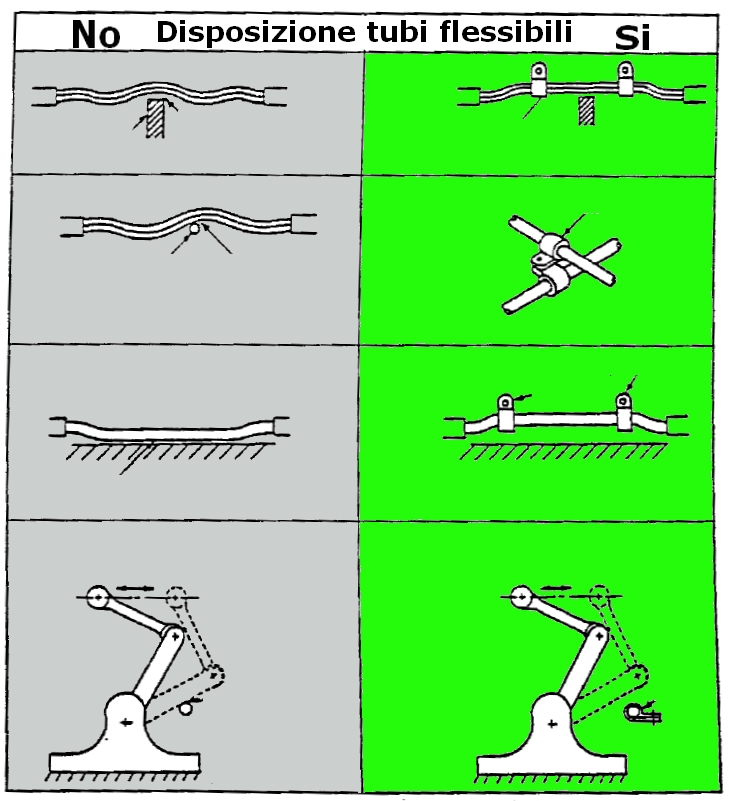
^{Schema disposizione tubazioni flessibili}

Le linee di tubazioni sono generalmente collegate ai rispettivi supporti per mezzo di specifici organi di fissaggio: fascette o collarini (P-Clamp), fascette a sella (Ω-Clamp), fascette a molla (Clamp).
Il sistema di fissaggio deve garantire il perfetto allineamento dei tubi per consentire la corretta connessione dei raccordi, recuperando eventuali disallineamenti dovuti a tolleranze di lavorazioni ed assemblaggio.
I tubi devono risultare perfettamente allineati, specialmente nella zona di connessione dei raccordi come anche le distanze minime tra le linee di tubi, tra i tubi e la struttura devono essere rigorosamente rispettate e devono essere garantite le distanze tra le estremità dei raccordi.
Sono infine, previsti dei sistemi di fissaggio con filo di frenatura come legature di sicurezza, rosette elastiche e fissaggi specifici alla struttura del velivolo.

Anche se non rientra nei sistemi di fissaggio, ogni linea di tubazione deve avere dei collegamenti per la messa a terra.

Sistemi di fissaggio
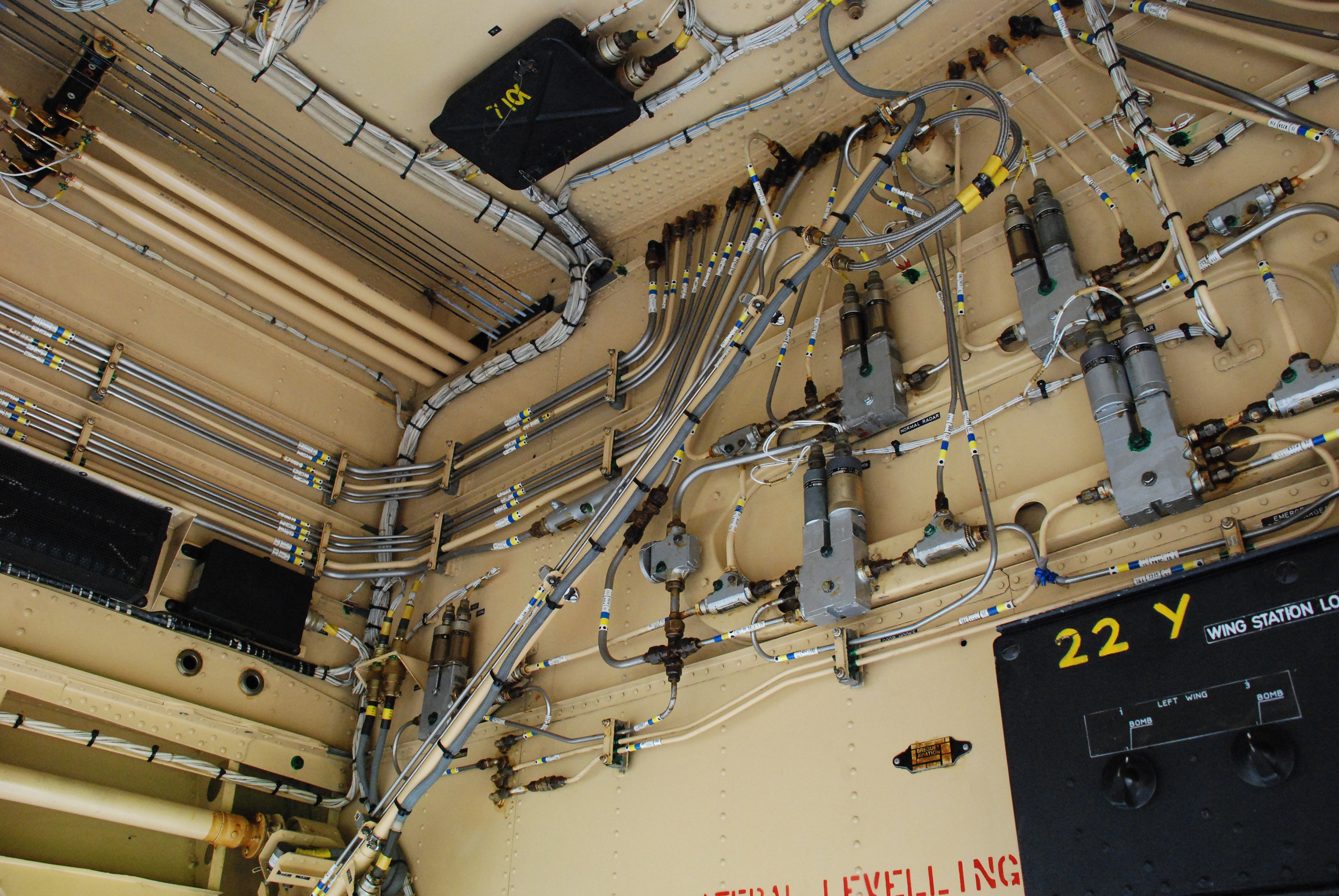
Esempio di impianto installato
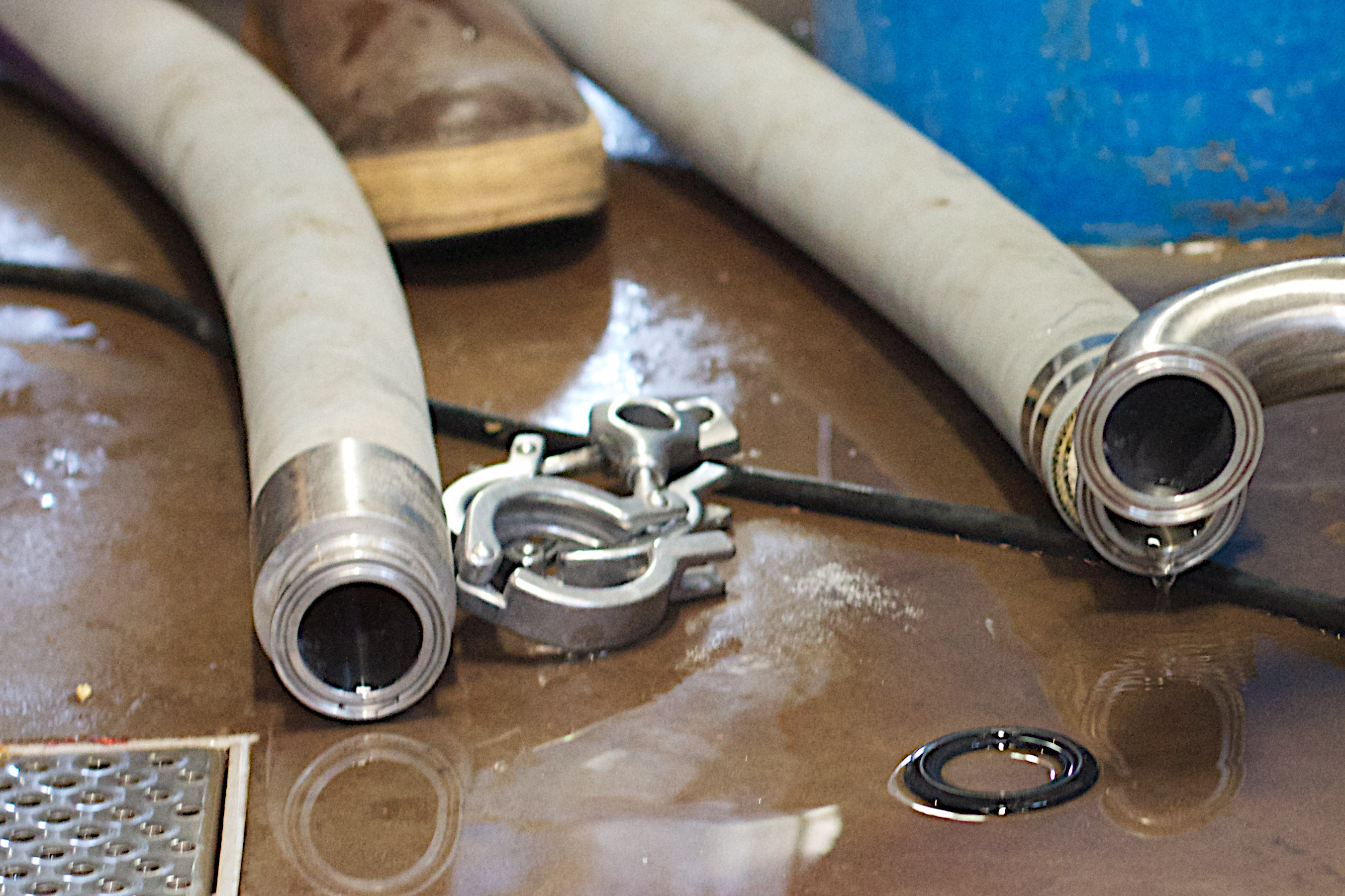
Tubazioni e fascette
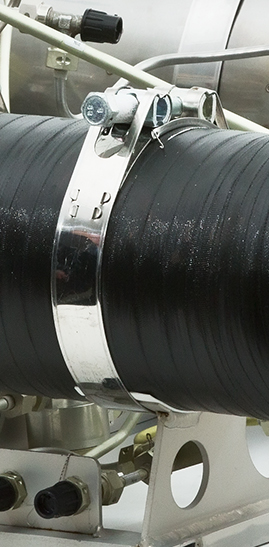
Fascetta V-Clamp su condotto ECS
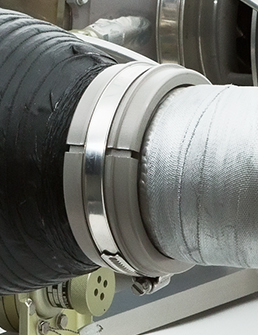
Fascetta e raccordo su condotto ECS
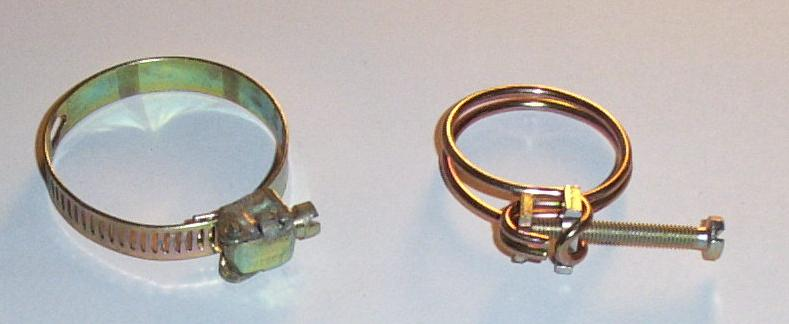
Fascette metalliche

## Normativa
Di seguito il riferimento alla normativa per il tipo di tubi flessibili e giunti compensatori di dilatazione, che comprende tutti gli utilizzi in campo civile ed in campo militare, per le linee idrauliche e per le linee pneumatiche funzionanti ad alta e bassa pressione:
- RINA - “Norme per l’approvazione di tipo di tubi flessibili e giunti compensatori di dilatazione”, in vigore dal 1 gennaio 2010;
- normativa militare[2][4]:

1. MIL-H-24136/1A: Specifica militare su: manichette, tubi flessibili in gomma e/o in fibra rinforzati.
2. MIL-H-24136/4A: Specifica militare su: manichette, tubi flessibili in gomma e/o in fibra rinforzati per utilizzo in bassa pressione.
3. MIL-H-24136B: Specifica militare su: manichette, tubi flessibili in gomma e/o in fibra rinforzati per utilizzo con raccordi riutilizzabili per bassa, media ed alta pressione per acqua, gas e olio;
4. MIL-B-131K: Specifica militare sulle prestazioni dei materiali a prova di vapore acqueo
5. MIL–PRF-81309F: Specifica militare sulle prestazioni di prevenzione alla corrosione
6. STANAG 7029: Normativa militare sulle prestazioni standard delle tubazioni e raccordi per il rifornimento combustibile in campo aeronautico

- normativa civile[2][4]:

1. ISO 6162: Normativa internazionale (recepimento della SAE J518) per utilizzo di flange e loro giunzioni per pressioni da 3,5 MPa (35 bar) a 35 MPa (350 bar), dal DN 13 al DN 127;
2. UNI EN 1092: Flange e loro giunzioni - Flange circolari per tubazioni, valvole, raccordi e accessori designate mediante PN;
3. UNI EN ISO 9974: Connessioni per impieghi generali e per oleoidraulica[5] e pneumatica - Bocche e maschi di estremità con filettatura ISO 261;
4. UNI EN ISO 1179: Raccordi per impieghi generali e per trasmissioni oleoidrauliche e pneumatiche - Bocche e maschi d’estremità con filettature ISO 228-1 e tenuta mediante elastomero o metallo su metallo;
5. UNI EN ISO 15540: Costruzioni navali - Resistenza al fuoco delle manichette - Metodi di prova;
6. UNI EN ISO 12151: Connessioni per oleoidraulica e per impieghi generali - Raccordi per tubi flessibili;
7. UNI ISO 11926: Connessioni per impieghi generali e per oleoidraulica e pneumatica;
8. UNI EN ISO 6149: Connessioni per oleoidraulica e per impieghi generali - Bocche e maschi di estremità con filettatura metrica ISO 261 e tenuta mediante O-Ring;
9. UNI EN ISO 8434: Connessioni di tubi metallici per oleoidraulica e pneumatica e per impieghi generali;
10. UNI EN 853: Tubi flessibili e tubi flessibili raccordati di gomma - Tipo idraulico rinforzato con filo metallico a treccia;
11. UNI EN 854: Tubi flessibili e tubi flessibili raccordati di gomma - Tipo idraulico con rinforzo tessile - Specifica;
12. UNI EN 856: Tubi flessibili e tubi flessibili raccordati di gomma - Tipo idraulico rivestito di gomma rinforzato con filo metallico a spirale - Specifica;
13. UNI EN 857: Tubi flessibili e tubi flessibili raccordati di gomma - Tipo compatto rinforzato con filo metallico a treccia per applicazioni idrauliche - Specifica;
14. ISO 3862: Rubber hoses and hose assemblies - Rubber-covered spiral-wire-reinforced hydraulic types for oil-based or water-based fluids;
15. UNI EN 1436: Rubber hoses and hose assemblies - Wire-braid-reinforced hydraulic types for oil-based or water-based fluids;
16. UNI EN ISO 6807: Tubi flessibili e tubi flessibili raccordati di gomma per la perforazione di pozzi – Specifiche;  - UNI EN ISO 3949: Tubi flessibili e tubi flessibili raccordati di materia plastica - Tipi con rinforzo tessile per applicazioni idrauliche;
17. UNI EN ISO 6134: Tubi flessibili e tubi flessibili raccordati di gomma per vapore saturo;
18. UNI EN 250: Equipaggiamento per la respirazione - Autorespiratori per uso subacqueo a circuito aperto ad aria compressa - Requisiti, prove, marcatura;
19. UNI EN ISO 5359: Apparecchi per anestesia e ventilazione polmonare - Tubi flessibili per bassa pressione per l'utilizzo con i gas medicali;
20. UNI EN ISO 1825: Tubi e tubi raccordati di gomma per servizi a terra di rifornimento e scarico di carburante di aeromobili;
21. UNI EN ISO 4671: Tubi e tubi raccordati di gomma e di plastica - Metodi di misurazione delle dimensioni dei tubi e delle lunghezze dei tubi raccordati;
22. UNI EN ISO 8331: Tubi flessibili e tubi flessibili raccordati di gomma e di materia plastica - Linee guida per la scelta, l’immagazzinamento, l’uso e la manutenzione;
23. UNI CEI EN ISO/IEC 17050-1: Valutazione della conformità - Dichiarazione di conformità rilasciata dal fornitore - Parte 1: Requisiti generali;
24. UNI CEI EN ISO/IEC 17050-2: Valutazione della conformità - Dichiarazione di conformità rilasciata dal fornitore - Parte 2: Dichiarazione di supporto;
25. UNI EN ISO 1402: Tubi e tubi raccordati di gomma e plastica - Prove idrostatiche;
26. UNI EN ISO 7751: Tubi e tubi raccordati di gomma e di plastica - Rapporto della pressione di prova e della pressione di scoppio rispetto alla pressione massima di esercizio;

- (EN) DEPARTMENT OF DEFENSE, MIL-STD-777 -  STANDARD PRACTICE SCHEDULE OF PIPING, VALVES, FITTINGS, AND ASSOCIATED PIPING COMPONENTS FOR NAVAL SURFACE SHIPS.

## Galleria di tubazioni e raccordi

Tubazioni e raccordi
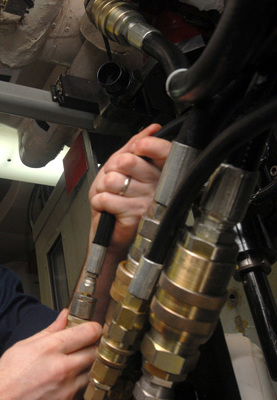
Tubazioni idrauliche di mandata e ritorno ed i relativi raccordi.
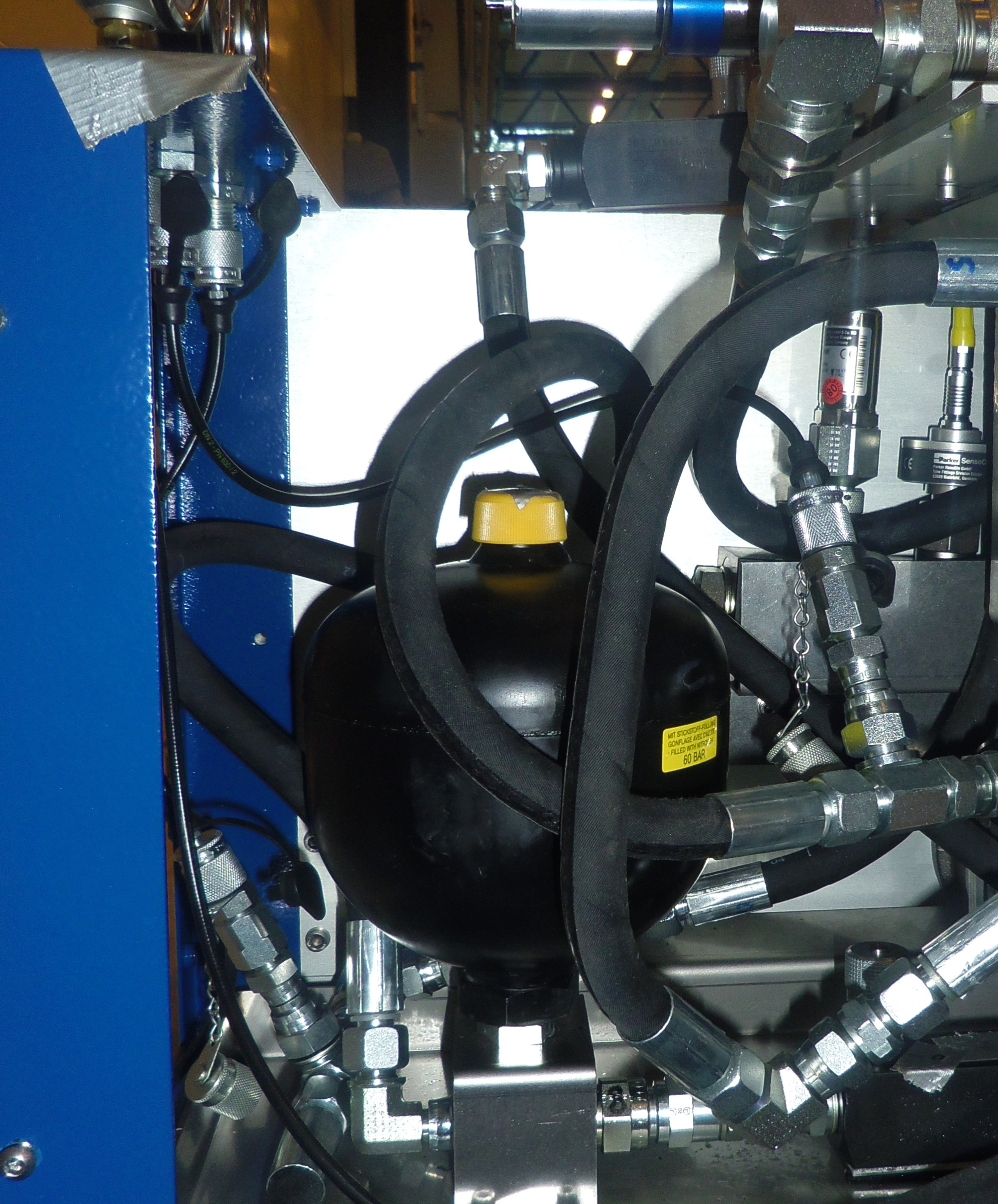
Tubazioni e raccordi idraulici in un banco di prova
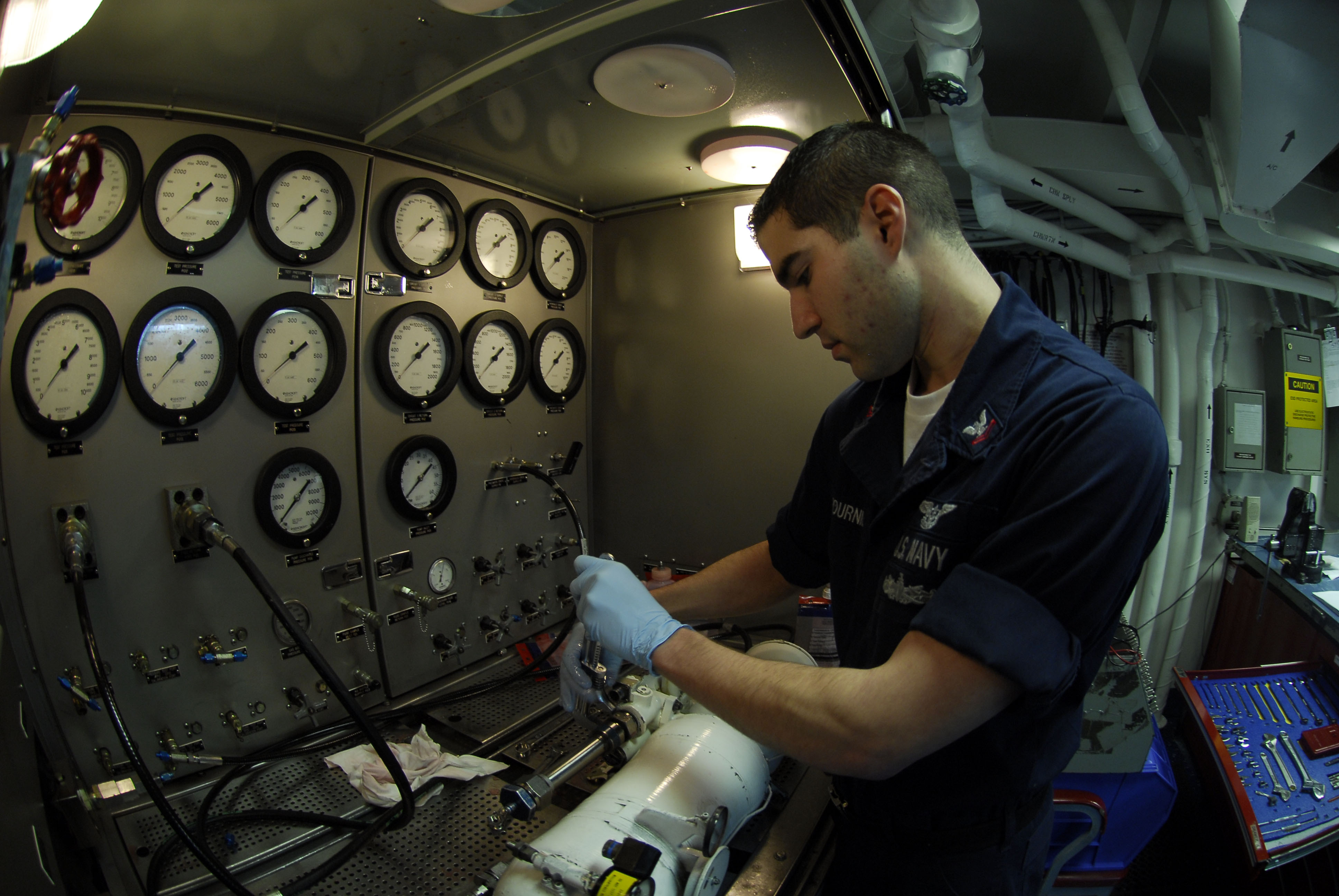
Tubazioni collegate ad un banco idraulico
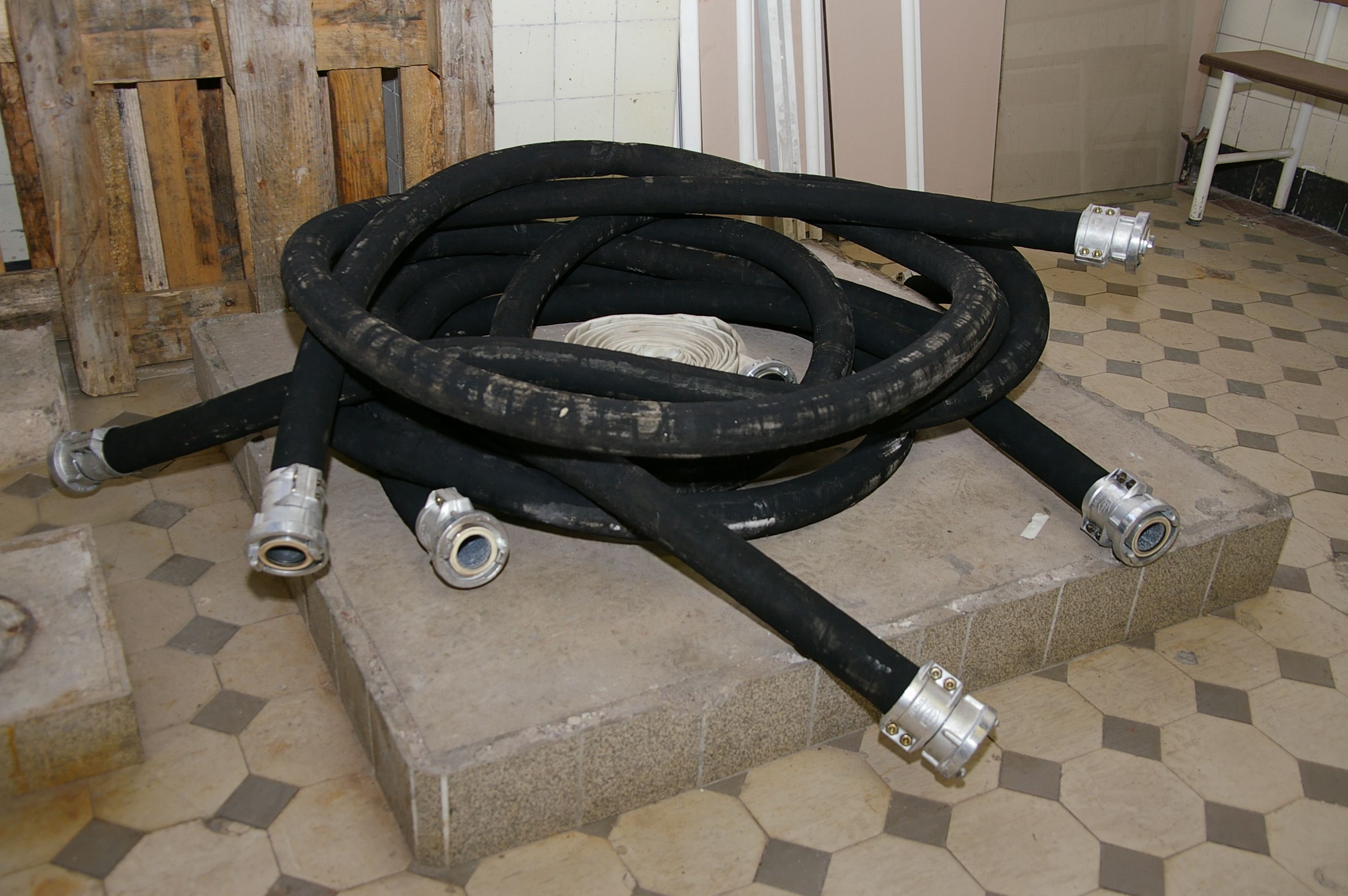
Tubazione pneumatica
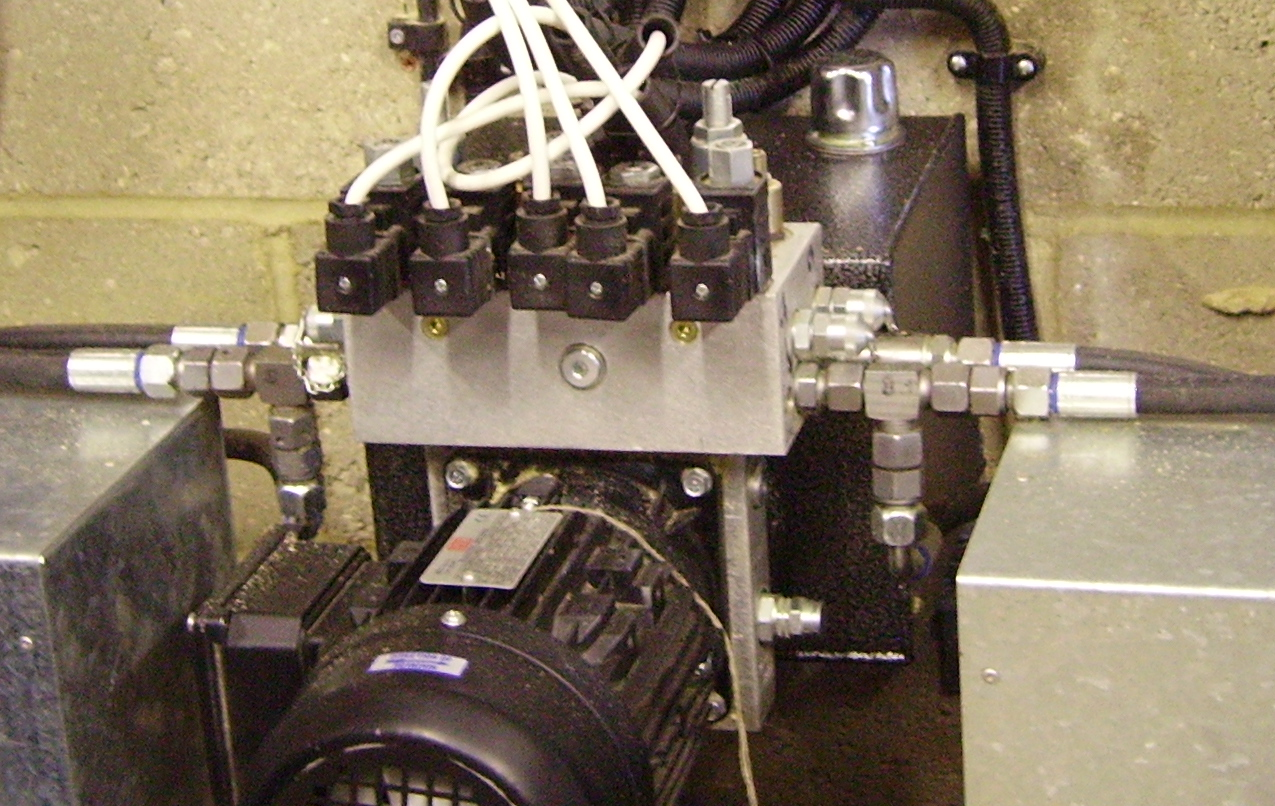
Sistema idraulico con tubazioni e raccordi di alta e bassa pressione
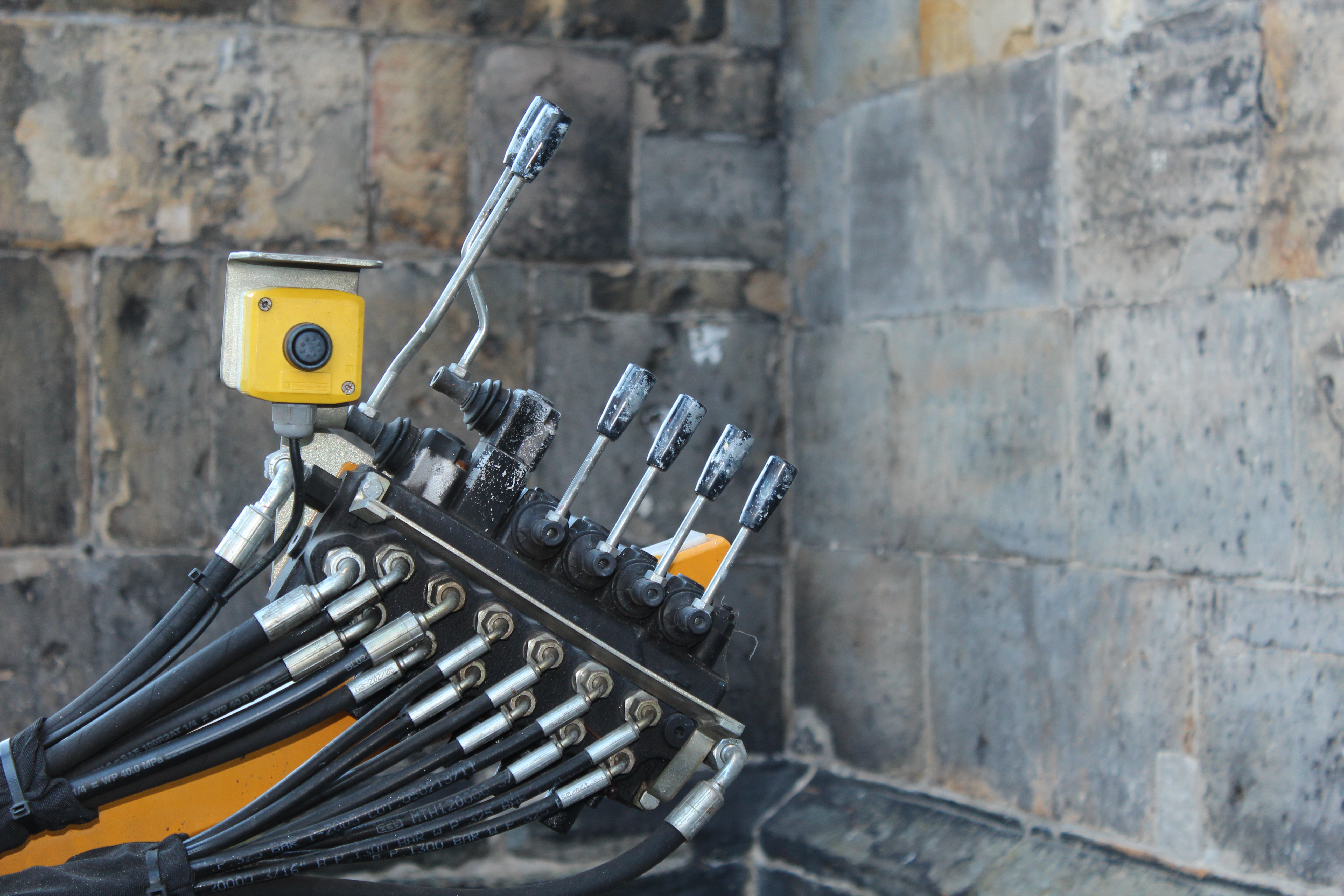
Tubazioni e raccordi idraulici collegate ad un sistema di distribuzione e controllo
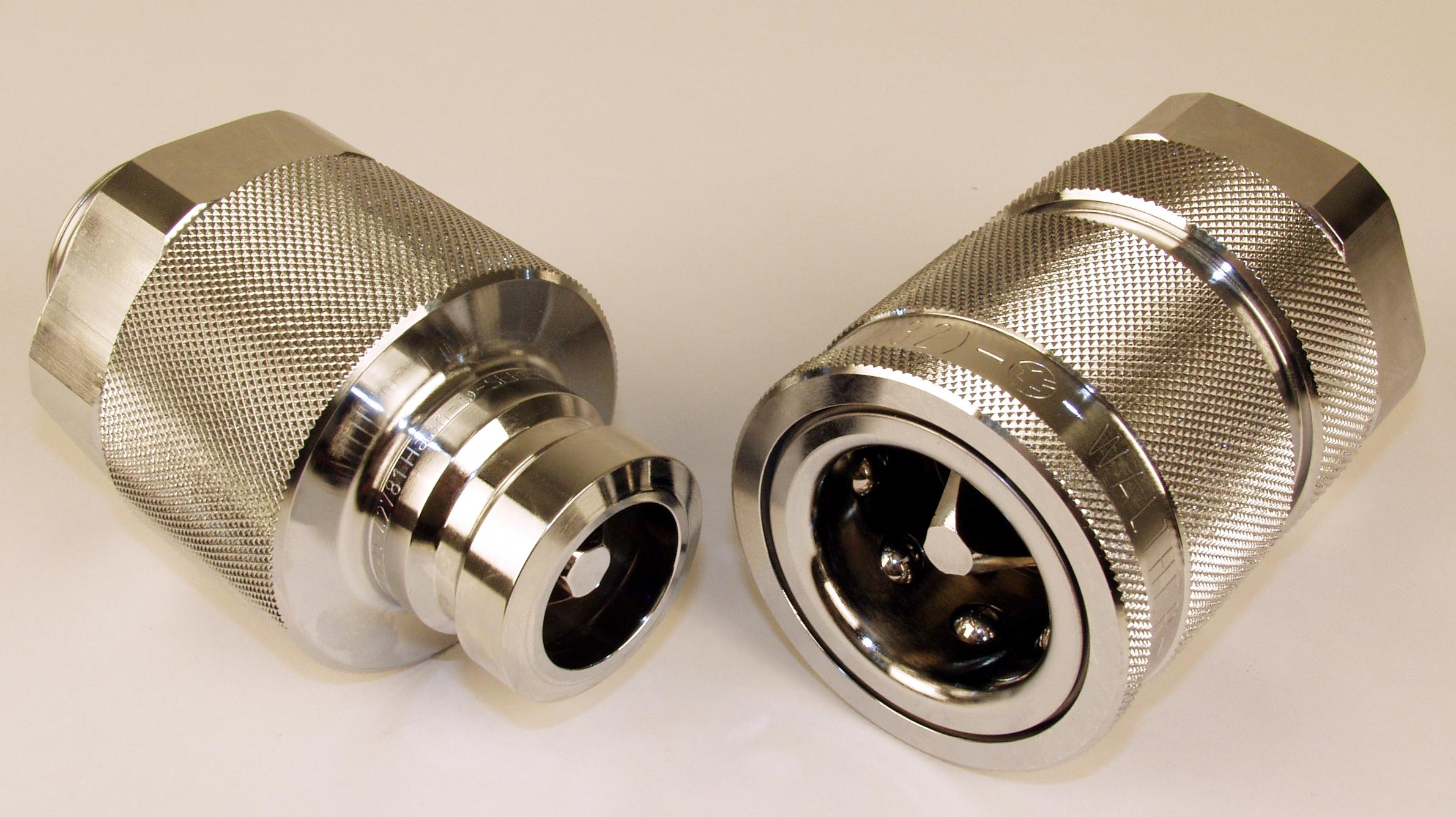
Connettori pneumatici ad attacco rapido
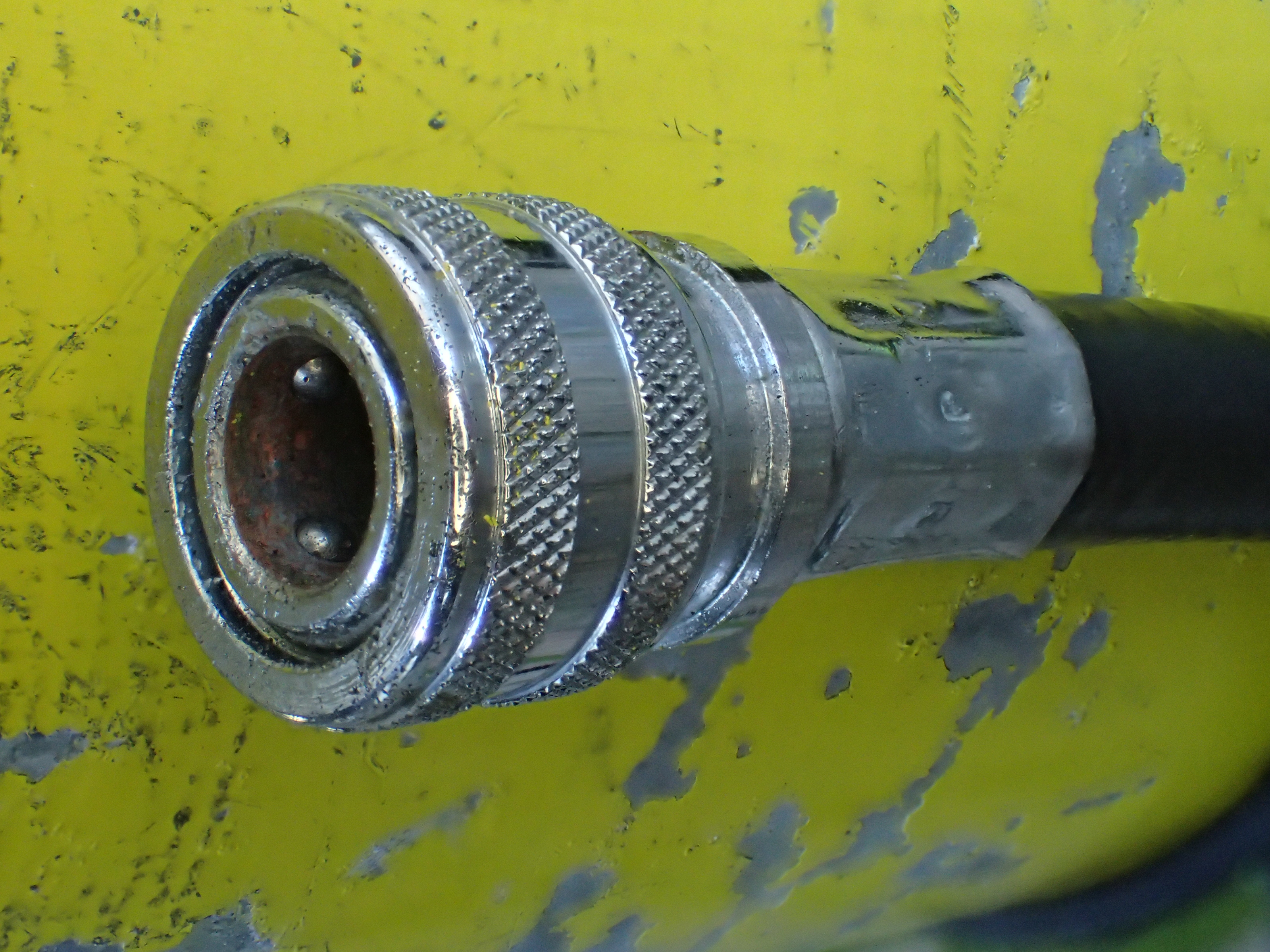
Connettore pneumatico ad attacco rapido